# Велика магматична провінція Карибського басейну
Велика магматична провінція Карибського басейну (Caribbean large igneous province (CLIP)) - складається з основного  затопленого базальту, який створив цю велику магматичну провінцію (large igneous province - LIP). Це джерело сучасного великого східно-тихоокеанського плато, тектонізованим залишком якого є Карибсько-Колумбійське океанічне плато. Більш глибокі рівні плато були оголені на його краях на Північно- та Південноамериканських плитах. Вулканізм відбувся між 139 і 69 мільйонами років тому, причому основна активність припадала на період між 95 і 88 млн років тому. Об'єм плато оцінюється приблизно в 4 x 106 км3. Це було пов’язано з гарячою точкою Галапагосів. 